# Doppingvétség
A doppingvétség olyan tiltott cselekmény, amelyet sportolók követhetnek el.

## A Doppingellenes Világszervezet szabályozása
A Doppingellenes Világszervezet (WADA) szerint doppingvétségnek számítanak:

„Tiltott anyagnak, annak származékának vagy markerjének jelenléte egy a sportoló testéből származó mintában.

Tiltott anyag vagy tiltott módszer használata vagy ennek kísérlete.

A mintaszolgáltatási kötelezettség megtagadása vagy a mintaszolgáltatás elmaradása megfelelő indoklás hiányában azt követően, hogy a sportoló az alkalmazandó doppingszabályok szerint előírt értesítést kapott vagy a mintavétel akadályozása egyéb módon.

Az észszerű szabályokon alapuló a sportolók versenyen kívüli rendelkezésre állására, ezen belül a sportoló hollétére vonatkozó információk biztosítására valamint teszten való részvételére vonatkozó követelmények megsértése.

A doppingellenőrzés bármely elemének manipulálása, illetve ennek kísérlete.

Tiltott anyagok vagy módszerek birtoklása.

Üzérkedés bármely tiltott anyaggal vagy tiltott módszerrel.

Tiltott anyag vagy tiltott módszer beadása a sportolónak vagy ennek kísérlete, avagy ebben való közreműködés, felbujtás, segítség, ennek leplezése vagy bármely más bűnsegédi, felbujtói közreműködés, mely doppingvétséggel vagy ennek kísérletével függ össze.”

## A magyar szabályozás
A 43/2011. (III. 23.) Korm. rendelet szerint:

„10. Doppingvétségek
12. § (1) Doppingvétséget követ el a versenyző, ha a nemzetközi követelményekben foglaltakra is figyelemmel

a) a testéből származó mintában

aa) - azon szerek kivételével, amelyek tekintetében a tiltólista egyedi mennyiségi határérték eléréséhez vagy meghaladásához köti a doppingvétség megállapítását - bármilyen mennyiségben jelen van a tiltólistán szereplő tiltott szer, annak származéka vagy markerje,

ab) - a tiltólista szerint egyedi mennyiségi határérték eléréséhez vagy meghaladásához kötött doppingvétség esetén - a tiltólista szerinti egyedi mennyiségi határértéket eléri vagy meghaladja a tiltott szer, annak származéka vagy markerje,

b) a tiltólistán szereplő tiltott szert használ, vagy tiltott módszert alkalmaz - függetlenül annak sikerességétől -, vagy a használatot, alkalmazást megkísérli,

c) a mintaszolgáltatást elkerüli, vagy megfelelő indoklás hiányában megtagadja, vagy a mintaszolgáltatást elmulasztja azt követően, hogy arról szabályszerű értesítést kapott, továbbá, ha a mintavétel rendjét nem tartja be, vagy a mintavételt egyéb módon akadályozza,

d) a versenyen kívüli vizsgálat céljából történő rendelkezésre állásra vonatkozó előírásokat - ideértve a tartózkodási helyre előírt információk benyújtását, és a vonatkozó nemzetközi szabványban előírtak szerint bejelentett mintavétel kihagyását - a szövetség doppingszabályzatában részletesen meghatározott módon, 12 hónapon belül legalább három esetben bármely formában megsérti,

e) a doppingellenőrzést manipulálja, vagy azt megkísérli, különösen, ha a doppingellenőrt szándékosan akadályozza, vagy azt megkísérli, megtéveszti a doppingellenes tevékenységben részt vevő szervezetek képviselőit, vagy befolyásolja a doppingellenőrzés során a vonatkozó nemzetközi követelmény alapján hivatalosan részt vevő személyeket, vagy azt megkísérli,

f) versenyidőszakban bármilyen tiltott szert vagy tiltott módszert birtokol, vagy versenyen kívüli időszakban bármilyen, versenyidőszakon kívül tiltott szert vagy tiltott módszert birtokol, kivéve, ha igazolja, hogy a birtoklással érintett szer, módszer vonatkozásában gyógyászati célú mentességet élvez, vagy más elfogadható, elsősorban egészségügyi okokra visszavezethető indokolást ad,

g) tiltott szert vagy tiltott módszert, vagy tiltott módszer felhasználására alkalmas eszközt vagy tiltott módszer felhasználása elsajátításának, alkalmazásának leírását jogosulatlanul előállítja, kidolgozza, megszerzi, értékesíti, bármely más formában versenyző, sportszakember vagy más személy részére átadja, más formában megismerteti, szállítja, terjeszti, vagy bármilyen formában hozzáférhetővé teszi, vagy ezeket megkísérli,

h) versenyidőszakban más versenyzőnek bármilyen tiltott szert bead, vagy bármilyen tiltott módszert, a tiltott módszer felhasználására alkalmas eszközt vagy tiltott módszer felhasználása elsajátításának, alkalmazásának leírását más versenyzővel összefüggésben alkalmazza, vagy versenyen kívüli időszakban más versenyzőnek versenyidőszakon kívül tiltott szert bead, vagy tiltott módszert, a tiltott módszer felhasználására alkalmas eszközt vagy tiltott módszer felhasználása elsajátításának, alkalmazásának leírását más versenyzővel összefüggésben alkalmazza, ezekhez vagy ezek leplezéséhez segítséget nyújt, ezekben közreműködik, vagy ezeket megkísérli,

i) doppingvétség elkövetésében vagy annak kísérletében, vagy a 31. § (1)-(3) bekezdése rendelkezéseinek más személy általi megsértésében közreműködik, azt ösztönzi, ahhoz vagy annak leplezéséhez segítséget nyújt, vagy ezek elkövetésére rábír, vagy ezek elkövetésével összefüggésben bármely más típusú szándékos cselekményt valósít meg, vagy azt megkísérli,

j) eltiltás hatálya alatt álló vagy olyan sportszakemberrel valósít meg sportszakmai együttműködést vagy azt leplezi, akit - olyan magatartás miatt, ami doppingvétségnek minősül - büntetőeljárás vagy fegyelmi eljárás eredményeként elítéltek vagy foglalkozásának gyakorlásától eltiltották feltéve, ha előtte a versenyzőt szabályszerűen értesítették a sportszakember eltiltott státuszáról és az együttműködés következményeiről.

(2) Doppingvétséget követ el a sportszakember, ha a nemzetközi követelményekben foglaltakra is figyelemmel

a) versenyidőszakban a versenyzővel összefüggésben bármilyen tiltott szert vagy tiltott módszert birtokol vagy azzal rendelkezik, vagy versenyen kívüli időszakban bármilyen, versenyidőszakon kívül tiltott szert vagy tiltott módszert a versenyzővel összefüggésben birtokol vagy azzal rendelkezik, kivéve, ha igazolja, hogy a birtoklással, rendelkezéssel érintett szer, módszer vonatkozásában a versenyző gyógyászati célú mentességet élvez, vagy más elfogadható, elsősorban egészségügyi okokra visszavezethető indokolást ad,

b) versenyidőszakban versenyzőnek bármilyen tiltott szert bead, vagy bármilyen tiltott módszert, a tiltott módszer felhasználására alkalmas eszközt vagy tiltott módszer felhasználása elsajátításának, alkalmazásának leírását a versenyzővel összefüggésben alkalmazza, vagy versenyen kívüli időszakban versenyzőnek versenyidőszakon kívül tiltott szert bead, vagy tiltott módszert, a tiltott módszer felhasználására alkalmas eszközt vagy tiltott módszer felhasználása elsajátításának, alkalmazásának leírását versenyzővel összefüggésben alkalmazza, tiltott szert vagy tiltott módszert, vagy tiltott módszer felhasználására alkalmas eszközt, vagy tiltott módszer felhasználása elsajátításának, alkalmazásának leírását jogosulatlanul előállítja, kidolgozza, megszerezi, értékesíti, bármely más formában versenyző, más sportszakember vagy harmadik személy részére átadja, más formában megismerteti, szállítja, terjeszti, vagy bármilyen formában hozzáférhetővé teszi,

c) a b) pontban meghatározott doppingvétségek elkövetéséhez segítséget nyújt, abban közreműködik vagy ezeket megkísérli,

d) a doppingellenőrzést manipulálja vagy azt megkísérli, különösen, ha a doppingellenőrt szándékosan akadályozza, vagy azt megkísérli, megtéveszti a doppingellenes tevékenységben részt vevő szervezetek képviselőit, vagy befolyásolja a doppingellenőrzés során a vonatkozó nemzetközi követelmény alapján hivatalosan részt vevő személyeket, vagy azt megkísérli,

e) tudomására jut, hogy a versenyző doppingol, vagy valaki a versenyzőnek a doppingoláshoz segítséget nyújt, és ezt nem jelenti be a HUNADO-nak.”